# キルメスAC
キルメス・アトレティコ・クルブ（Quilmes Atlético Club (スペイン語発音: [ˈkilmes aˈtletiko ˈkluβ])）は、アルゼンチン・ブエノスアイレス州キルメスを本拠地とするサッカークラブである。2025シーズンはプリメーラ・ナシオナル（2部）に属している。
創立時は英国系移民が中心となった。1887年にJ・T・スティーヴンソンによってQuilmes Rovers Clubという名前で創設され、1900年にはQuilmes Athletic Clubに改名された。現在のQuilmes Atlético Clubに変更されたのは1950年である。

## ユニフォーム
ユニフォームの色が白であるのは、イングランド代表を真似したことが由来である。

## ライバル
キルメスのライバルは同じキルメスを本拠地とする、CAアルヘンティーノ・デ・キルメスである。この対戦はクラシコ・キルメーニョ（キルメス人のダービ―）と呼ばれている。他にCAバンフィエルド、CAラヌースとライバルである。

## タイトル

### 国内タイトル
- スーペルリーガ : 2回
  - 1912 (アマチュア時代) , 1978M

- プリメーラB・ナシオナル : 2回
  - 1986-87, 1990-91

- プリメーラB・メトロポリターナ : 3回
  - 1949, 1961, 1975

### 国際タイトル
なし

## 現所属メンバー
2025年3月27日現在
注：選手の国籍表記はFIFAの定めた代表資格ルールに基づく。
| No. | Pos. |              | 選手名                         |
| --- | ---- | ------------ | ------------------------------ |
| 1   | GK   | シリア       | エステバン・グレレル           |
| 2   | DF   | アルゼンチン | ガブリエル・アランダ           |
| 3   | DF   | アルゼンチン | レオネル・バンジョーニ         |
| 4   | DF   | アルゼンチン | フェルナンド・トレント         |
| 5   | MF   | アルゼンチン | イバン・ラミレス ()            |
| 6   | DF   | アルゼンチン | フランシスコ・フローレス       |
| 7   | FW   | コロンビア   | カミーロ・マチャド             |
| 8   | MF   | アルゼンチン | ホアキン・ポスティゴ           |
| 9   | FW   | アルゼンチン | エマヌエル・エレーラ           |
| 10  | FW   | アルゼンチン | マルコス・ロセティ             |
| 11  | MF   | アルゼンチン | レアンドロ・アジェンデ         |
| 12  | GK   | アルゼンチン | マキシミリアーノ・ガリアルド   |
| 13  | DF   | アルゼンチン | マキシミリアーノ・パディージャ |

| No. | Pos. |              | 選手名                   |
| --- | ---- | ------------ | ------------------------ |
| 14  | DF   | アルゼンチン | フェデリコ・ペレス       |
| 15  | DF   | アルゼンチン | アグスティン・ビンデッラ |
| 16  | MF   | アルゼンチン | ラミーロ・マルティネス   |
| 17  | FW   | アルゼンチン | フェデリコ・マズルコ     |
| 18  | MF   | アルゼンチン | マルコス・エンリケ       |
| 19  | FW   | アルゼンチン | エドウィン・シュルツ     |
| 20  | FW   | アルゼンチン | オスカル・ベリネツ       |
| 21  | MF   | アルゼンチン | エンソ・カリンスキ       |
| 22  | MF   | アルゼンチン | マリアーノ・ミーニョ     |
| 23  | DF   | アルゼンチン | ルーカス・ロメオ         |
| 24  | MF   | アルゼンチン | エンソ・アコスタ         |
| 25  | FW   | アルゼンチン | フアン・カパーノ         |

## 歴代所属選手

### GK
- ウバルド・フィジョール 1965-1971

### DF
- カルロス・パチャメ 1977
- ネルソン・ビバス 1990-1994, 2004-2005
- エドゥアルド・トゥッシオ 1995-1996
- ファブリシオ・フエンテス 1997-1998

### MF
- リカルド・ビジャ 1970-1974
- ロドリゴ・ブラーニャ 1997-1998, 1999-2001, 2002-2004
- パブロ・ガルニエル 2003-2004
- アルバロ・ペレイラ 2005-2007

### FW
- ウンベルト・マスキオ 1953
- ダニエル・ベルトーニ 1971-1972
- ヘルマン・デニス 2000
- アレハンドロ・ドミンゲス 2000-2001
- 片桐淳至 2004
- エドゥアルド・ブストス・モントージャ 2006-2007

## 歴代監督
- リカルド・カルーソ・ロンバルディ 2014
- パブロ・クアトロッキ 2014
- マルセロ・ポンティロリ (暫定) 2014
- フリオ・セサル・ファルシオーニ 2015
- ファクンド・サバ 2015
- アルフレード・グレラク 2016
- マルセロ・ブロッジ 2016
- アルフレード・グレラク 2016-2017
- レオナルド・レモス (暫定) 2017
- クリスティアン・ディアス 2017
- ルーカス・ナルディ 2017
- レオナルド・レモス (暫定) 2017
- マリオ・シアクア 2017-2018
- マルセロ・フエンテス 2018
- レオナルド・レモス 2018-2019
- マキシミリアーノ・セラフィノビッチ (暫定) 2019
- ファクンド・サバ 2020-2021
- レアンドロ・ベニテス 2022
- ワルテル・コジェッテ 2022
- マリオ・シアクア 2023
- アリエル・フスカルド 2023
- ダリオ・フランコ 2024
- イアン・ロマノ (暫定) 2024
- セルヒオ・ロンディーナ 2024-